# Robert Grandbois de Stuteville
Robert Grandbois de Stuteville también Robert Grondebœuf, Robert Estout el Danés, Roberto de Verdún y Robert I de Estouteville fue un noble anglonormando de origen vikingo, heredero de Stoot (o Estout) el Danés, uno de los barones de Hrolf Ganger. Caballero y señor de Valmont y Etoutteville en pays de Caux (c. 1040-1106). Nieto de Roger de Verdún (c. 990-1063), primer gobernador de château d'Ambriences. Su territorio era una mouvance, un territorio dependiente del feudo de La Ferté en-Brai, del que los Gournay eran señores, por lo tanto es probable que Robert de Estouteville acompañase a Hugo II de Gournay para la conquista normanda de Inglaterra. Aparece en crónicas contemporáneas como compañero de armas de Richard Talbot en la batalla de Hastings, arropando la causa de Guillermo el Bastardo.
Unos diez u once años antes de la conquista, Roberto I de Estouteville era gobernador de Ambrières Castle, y lo defendió contra Godofredo Martel hasta que fue relevado por la llegada del duque Guillermo II de Normandía. Su nombre se menciona en Roman de Rou y Durham Liber Vitae, sin embargo ni él, ni sus feudos, aparecen en el Libro Domesday, por lo que se desconoce la recompensa que recibió por sus servicios, si es que recibió alguna.
Entre 1088 y 1100, recibió del rey de Inglaterra, Guillermo Rufus, la mayoría de los feudos de Hugo FitzBaldric (Fitz Baldric), thane de Cowsby (c. 1045-1086) en Yorkshire. Acompañó a Roberto Curthose a Tierra Santa en 1096 para participar en la primera cruzada, también fue uno de sus mejores aliados en su lucha contra Enrique I de Inglaterra por el poder. Fue capturado tras la batalla de Tinchebray (1106) y condenado a cadena perpetua, y todas sus propiedades confiscadas. Murió en prisión, posiblemente por inanición. Gran parte de sus feudos fueron entregados a uno de los nobles más cercanos del rey Enrique I, Nigel de Mowbray.

## Herencia
Se casó con Béatrice [Blanche] de Rieux (c. 1055), una hija de Guethenoc de Rieux,y de esa relación nacieron varios hijos:
- Nicolás [Guillermo] I de Estouteville;
- Emma de Estouteville (c. 1065-1125). Se casó en primeras nupcias con Errand de Harcourt y en segundas nupcias con

Robert II FitzHugh de Grandmesnil (c. 1052-1136), un hijo de Hugo de Grandmesnil;
- Robert II Fronteboeuf de Estouteville (c. 1075- 138), señor de Estouteville, Valmont y Kerkeber;
- Raoul [Ralph, Graulfus] de Estouteville.